# Береника (дочь Ирода Агриппы I)
Береника (28 — ум. после 79) — иудейская царица, дочь Ирода Агриппы I, сестра и соправительница Ирода Агриппы II. Была любовницей будущего императора Тита.
То немногое, что известно о её жизни и происхождении, может быть извлечено из трудов её современника, иудейского историка Иосифа Флавия, подробно описавшего историю еврейского народа, особенно еврейское восстание 67—70 гг. н. э. Римские авторы, в том числе Тацит, Светоний, Ювенал, Дион Кассий и Аврелий Виктор, рассказывают о ней менее подробно. Она упоминается также в «Деяниях Апостолов» (25:13, 23; 26:30). Однако со времён Возрождения она получает известность благодаря своей бурной личной жизни. Её репутация основывалась на предубеждении римлян против восточных принцесс типа Клеопатры, а позднее Зенобии. После нескольких неудачных браков в 40-е гг. н. э. она провела большую часть оставшейся жизни при дворе своего брата Ирода Агриппы II, несмотря на слухи о кровосмесительных отношениях между ними. Во время Первой иудейско-римской войны у неё завязался роман с будущим императором Титом Флавием Веспасианом, который был младше её на 11 лет. Однако непопулярность её среди римлян вынудила Тита оставить её после восшествия в 79 году на престол. Когда два года спустя он умер, исторические свидетельства о ней прекращаются.

## Биография

### Ранние годы
Береника родилась в 28 г. н. э. в семье Ирода Агриппы и Кипры, была внучкой Аристобула IV и правнучкой Ирода Великого. Её старшим братом был Агриппа II (род. в 27 г.), а младшими сёстрами были Мариамна (род. в 34 г.) и Друзилла (род. в 38 г.). Согласно Иосифу Флавию, в семье также был младший брат по имени Друз, который умер во младенчестве. Её семья составляла часть так называемой династии Иродиадов, которая правила Иудеей с 39 г. до н. э. до 92 г. н. э.
О её ранних годах жизни известно, что она трижды была замужем:
- В 13 лет её выдали за Марка Юлия Александра, сына алабарха Александра Лисимаха. Не позднее 44 года её супруг скончался, и Береника осталась вдовой.
- После смерти Марка была выдана за брата своего отца — царя Ирода Халкидского. В браке родились два сына: Береникиан и Гиркан. Овдовела в 48 году и поселилась при дворе своего брата Ирода Агриппы II.
- Около 65 года стала женой понтийского царя Полемона II (ум. 74 г. н. э.). Для вступления в брак царь сделал обрезание и принял иудаизм[4]. По сообщению Иосифа Флавия, Береника из-за своей невоздержанности вскоре покинула своего супруга и продолжила жить при дворе брата.

При жизни её ходила молва, что она находилась в кровосмесительной связи со своим братом Агриппой:220. Иосиф Флавий сообщает, что и в брак с Полемоном она вступила лишь потому, что «рассчитывала покончить со всеми сплетнями». Слухи были столь сильны, что Ювенал оставил стихотворное описание подарка Агриппы своей сестре с намёком на эту связь:
…алмаз драгоценный, тем знаменитый,

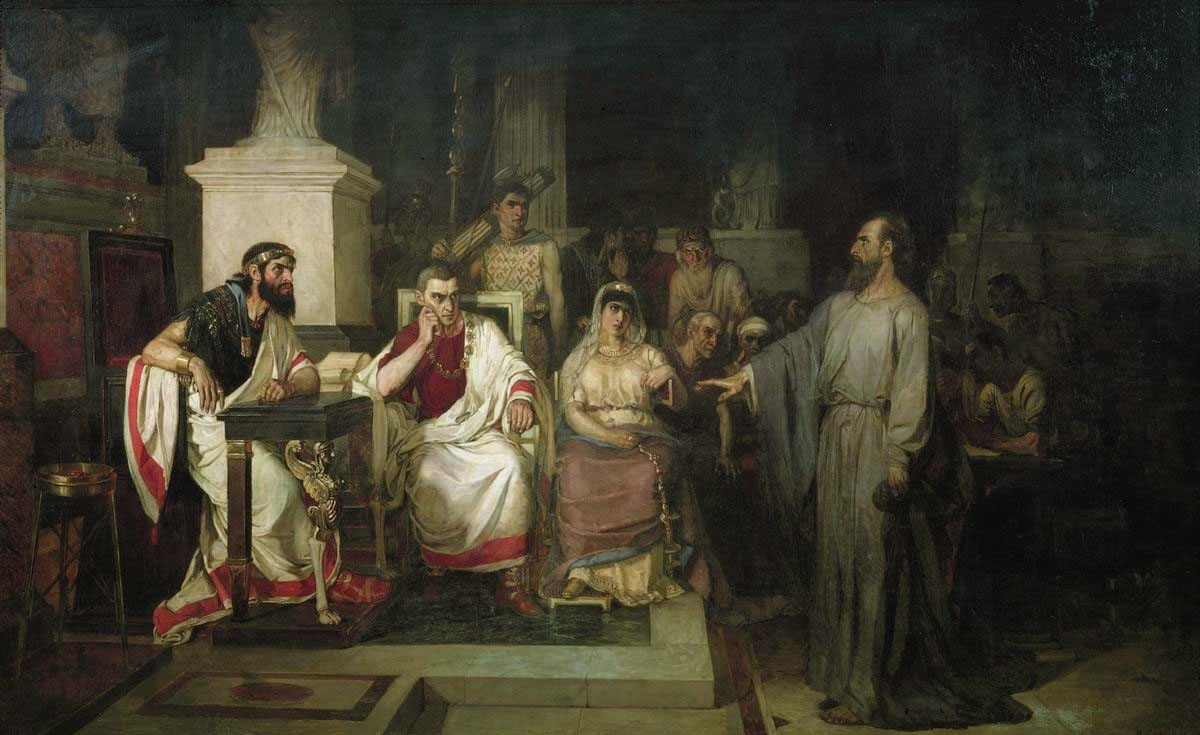
Василий Суриков. Апостол Павел объясняет догматы веры в присутствии царя Агриппы, сестры его Береники и проконсула Феста. 1875. Государственная Третьяковская галерея

Что красовался на пальце самой Береники: когда-то

Дал его варвар блуднице, — сестре он подарен Агриппой

Там, где цари обнажением ног отмечают субботу,

И по старинке ещё доживают до старости свиньи.
Книга «Деяний апостолов» сообщает, что Береника вместе со своим братом присутствовала в Кесарии на суде над апостолом Павлом: 

На другой день, когда Агриппа и Вереника пришли с великою пышностью и вошли в судебную палату с тысяченачальниками и знатнейшими гражданами, по приказанию Феста приведён был Павел.
— Деян. 25:23

### Любовница Тита

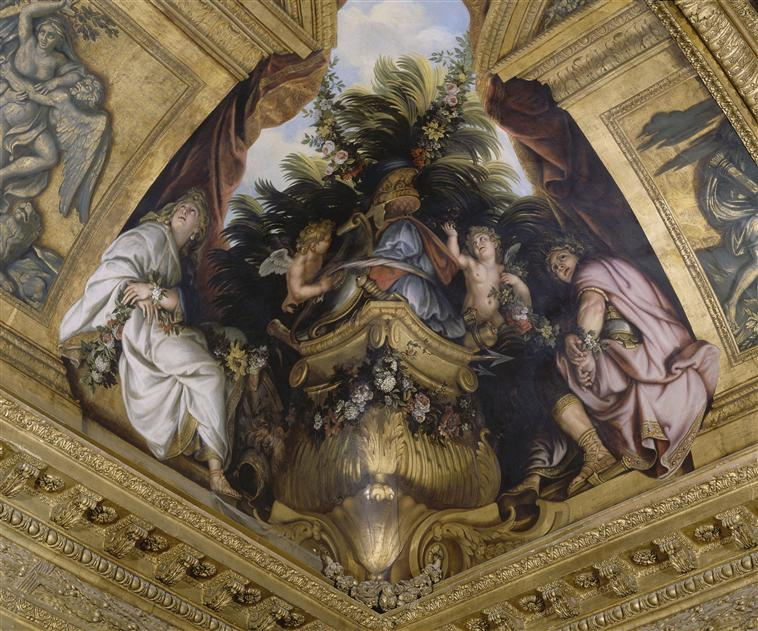
Тит и Береника
(фреска Версальского дворца)

Тит приехал в Иудею в 67 году, и между ним и Береникой вскоре возник роман. Красивой и богатой иудейской царевной интересовался не только Тит, но и император Веспасиан, который, начав борьбу за власть, рассчитывал на её огромное состояние. Кроме того, братом её первого мужа был наместник Египта Тиберий Юлий Александр, ставший одним из активных сторонников Веспасиана. К моменту знакомства с Береникой Тит был уже дважды женат (первая его супруга умерла, а со второй он развёлся в 64 или 65 году) и, несмотря на слухи о его увлечениях наложниками и евнухами, был действительно влюблён в Беренику. Именно чувствами, а не политическими соображениями, объясняют его внезапное возвращение в Иудею в 69 году:220.
Когда Веспасиан утвердился в Риме, Береника укрепила свои связи при дворе. Это обеспечило ей положение Тиберия Юлия Александра и возможно поддержка Цениды, любовницы Веспасиана (её покровительница Антония была в дружеских отношениях с отцом Береники):221. Когда в 71 году Тит вернулся в Рим, то Береника рассчитывала, что он пригласит её к себе, но этого не произошло. Приглашение приехать в Рим Береника и её брат получили только в 75 году. По дороге они были удостоены высоких почестей. По приезде в Рим Агриппа получил знаки преторской власти, а Беренику поселили в императорском дворце.
Светоний пишет, что Тит обещал жениться на Беренике, а Тацит отмечает, что, хотя он действительно был к ней неравнодушен, это не мешало ему вести свои дела разумно и осмотрительно. Сама Береника, по словам Диона Кассия, вела себя так как будто уже стала женой Тита. Их отношения вызвали волны критики, и Тит сурово отнёсся к злопыхателям:

Сначала Диоген, появившись в театре, когда он был заполнен людьми, выступил с длинной оскорбительной речью, в которой осудил Беренику и Тита, за что был бит розгами. Вслед за ним Герант, надеясь, что его наказание будет не более суровым, разразился множеством бессмысленных выкриков, как это обычно делают киники, и был обезглавлен.

А если верить в то, что говорят друзья,

Что от него всегда сама слыхала я,

То вскоре с этими тремя соединится

Четвёртый мой венец — венец императрицы.

Сказать об этом мне он сам придёт сюда.
Несмотря на это, недовольство связью Тита с иудейской царицей было весьма высоко (их отношения напоминали аристократии связь Антония и Клеопатры; Теодор Моммзен называет Беренику «уменьшенной копией Клеопатры»). По этой причине Тит выслал Беренику из Рима (точный год этого первого изгнания Береники не установлен).
В 79 году Тит стал императором. Сразу после этого Береника вернулась в Рим, надеясь стать его женой. Но Тит, понимая, что брак с иудейской царицей может поставить под удар его только начавшиеся правление и обострить отношения с аристократической верхушкой, вновь выслал Беренику из Рима:
Беренику он тотчас выслал из Рима, против её и против своего желанияГай Светоний Транквилл. Жизнеописания
После этого царица уехала к себе на родину и больше не возвращалась в Рим. Неизвестно, сколько времени она прожила и где скончалась.

## В культуре
Начиная с XVII века и до наших дней было написано много произведений (новелл, драм, опер и т. д.), посвящённых Беренике и её отношениям с римским императором Титом. Неполный список включает:
- Lettres de Bérénice à Titus (1642) — новелла французской писательницы Мадлен де Скюдери.
- Bérénice (1648—1650) — французская новелла Жана Реньо де Сегре.
- «Тит и Береника» (1670) — французская драма Пьера Корнеля.
- «Береника» (1670) — трагедия французского драматурга Жана Расина.
- Titus and Berenice (1676) — драма английского поэта Томаса Отвей.
- Berenice (1890) — новелла немецкого писателя Генриха Шумахера.
- Berenice (1922) — драма Джона Мейсфилда.
- «Иосиф Флавий» (1932—1945) — историческая трилогия Лиона Фейхтвангера.
- Agrippa’s Daughter (1964) — новелла американского писателя Говарда Фаста.
- «Bérénice» (2000) — телеспектакль . В роли Береники Кароль Буке.
- «Римские загадки» (2007) — телесериал en:Roman Mysteries (TV series). В роли Береники Стелла Гонет[англ.].
- «Обречённые на славу» (2024) — американский телесериал. В роли Береники Лара Вулф.